# Artur Menzel
Pour les articles homonymes, voir Menzel (homonymie).
Artur Menzel (né le 13 janvier 1881 dans l'Empire allemand, mort le 24 mars 1937 à Berlin) est un acteur allemand.

## Biographie
Artur Menzel commence à travailler comme peintre au tournant du siècle avant de se tourner vers le théâtre dans la première décennie du XXe siècle. Il fait ses débuts à Freiberg. Après Aschaffenbourg, Bonn et Hanovre, Menzel vient au Schillertheater de Berlin, où il connaît le succès pendant dix ans, principalement en tant que comédien. Arthur Menzel rejoint ensuite le Preußisches Staatstheater pendant près de 15 ans, où il a le succès avec des rôles tels que Seifert dans Kater Lampe.
Menzel apparaît également devant la caméra dans des films muets, notamment entre 1916 et 1921. Son rôle le plus important ici est le propriétaire du manoir Hermann von Hermannititz, qu'il incarne en 1918 aux côtés de Henny Porten (avec qui il avait déjà joué des années plus tôt dans Die Räuberbraut) dans le drame Agnes Arnau und ihre drei Freier. Menzel revint à la caméra pour la dernière fois en 1932 pour un petit rôle de fonctionnaire au bureau d'enregistrement dans le drame parlant Un homme sans nom. Aux prises avec des problèmes de santé au cours des dernières années, Arthur Menzel se fait un nom dans les cercles d'acteurs en tant que président de l'association Künstlerheim. Menzel est marié de 1915 à 1918 à l'une des deux filles de Hedwig Courths-Mahler, Elfriede Stein (1891–1985).

## Filmographie
- 1916 : Der falsche Robinson
- 1916 : Die Räuberbraut
- 1918 : Agnes Arnau und ihre drei Freier
- 1918 : Verlorene Töchter
- 1919 : Eine tolle Kiste
- 1919 : Tod aus Osten
- 1919 : Verlorene Töchter, 2. Teil
- 1919 : Matrimonium Sacrum
- 1920 : Tamburin und Castagnetten
- 1920 : Brigantenliebe (de)
- 1921 : Die Geheimnisse von Berlin, 3. Teil
- 1932 : Un homme sans nom